# Теутамид
Теутамид је у грчкој митологији био краљ Ларисе.

## Етимологија
Његово име значи „син онога који самог себе понавља“. Ово име је било често у вези са Ларисом.

## Митологија
Када је Акрисије, плашећи се пророчанства да ће га унук убити, побегао у Ларису, тамошњи краљ Теутамид је приредио игре поводом смрти свог оца или у част свог госта. У овим играма се такмичио и Персеј и нехотице је усмртио свог деду. Тесалци су га сахранили испред града и подигли му светилиште. О Теутамиду је писао Аполодор.
Теутамид се помиње као један у линији краљева, као Аминторов син.